# Un bărbat pe nume Ove
Un bărbat pe nume Ove (titlul original în suedeză En man som heter Ove) este un roman al scriitorului suedez Fredrik Backman publicat de editura Forum⁠(d) în 2012. Romanul a fost publicat în limba engleză în 2013 și a ajuns pe lista New York Times a celor mai bine vândute la 18 luni de la publicare și a rămas pe listă timp de 42 de săptămâni. În limba română a fost tradus de Andreea Caleman și a apărut în aprilie 2020 la Editura Art în colecția Musai.
A fost adaptat într-un film cu același nume, care a avut premiera la 25 decembrie 2015, cu Rolf Lassgård⁠(d) în rolul principal.

## Inspirație
Backman s-a inspirat pentru această carte după ce a citit un articol despre un bărbat pe nume Ove care a avut o criză în timp ce cumpăra bilete la un muzeu de artă. Backman s-a legat instantaneu de acest bărbat, deoarece a pretins că „nu este grozav să vorbească cu oamenii”. A început să scrie postări pe blog sub titlul „Sunt un om numit Ove”, unde a scris despre supărările lui. În cele din urmă, și-a dat seama că scrisul său avea potențialul de a crea un personaj fictiv interesant.

## Rezumat
„Ove este un om morocănos – genul de bărbat care arată către oamenii pe care îi displace, ca și cum ar fi hoți prinși în fața ferestrei din dormitorul său. [Conduce un Saab.] Are principii ferme, rutine stricte și îi plac lucrurile utile în viață. Oamenii îl numesc „vecinul infernal”. Cu toate acestea, în spatele aspectului exterior nervos există o poveste și o tristețe. Într-o dimineață de noiembrie, un cuplu de tineri [iranieni] cu două fete tinere vorbărețe se mută în vecinătate și turtesc accidental cutia poștală a lui Ove [cu o remorcă], acesta este începutul unei povești comice și pline de căldură cu o pisică jigărită și aproape fără coadă și prietenii dintre cele mai improbabile și artă străveche. Toate acestea vor schimba din temelii un bătrân nebun și o asociație de rezidenți locali.”
– informație promoțională pe supracoperta ediției SUA

## Personaje
- Ove — un bărbat morocănos, în vârstă de 59 de ani, care a fost forțat recent să se pensioneze
- Sonja - soția decedată a lui Ove
- Parvaneh - vecina lui Ove, o femeie însărcinată de origine iraniană și mamă a doi copii
- Patrick - soțul lui Parvaneh
- Rune - fostul prieten al lui Ove care a devenit un dușman și vecin, suferă de Alzheimer
- Anita - soția lui Rune
- Adrian — poștașul din cartier
- Jimmy — vecinul supraponderal

## Recepție
În general, romanul a fost primit bine, site-ul web de specialitate Bookmarks dând cărții o recenzie „rave”.
Kirkus Reviews a dat o recenzie pozitivă romanului, descriind cum „capitolele din spatele poveștii au o calitate simplă, de fabulă, în timp ce capitolele care au loc în prezent sunt episodice și, uneori, isteric de amuzante. În ambele cazuri, narațiunea se poate îndrepta spre predici sau pot mângâia excesiv, dar descrierile ironice, ritmul excelent și juxtapunerea atitudinii lui Ove cu faptele sale adaugă multă putere pentru a echilibra orice patos.”
Publishers Weekly a considerat că „deși trăsăturile lui Ove par ocazional repetitive, autorul scrie cu un farmec câștigător.”
Revista Booklist afirmă că „dacă ar exista un premiu pentru cea mai fermecătoare carte a anului, acest roman l-ar câștiga fără probleme.” People menționează că „o să râdeți, o să plângeți și o să simțiți o înțelegere infinită pentru toți ursuzii și morocănoșii din viața dumneavoastră.”

## Adaptări

### Film

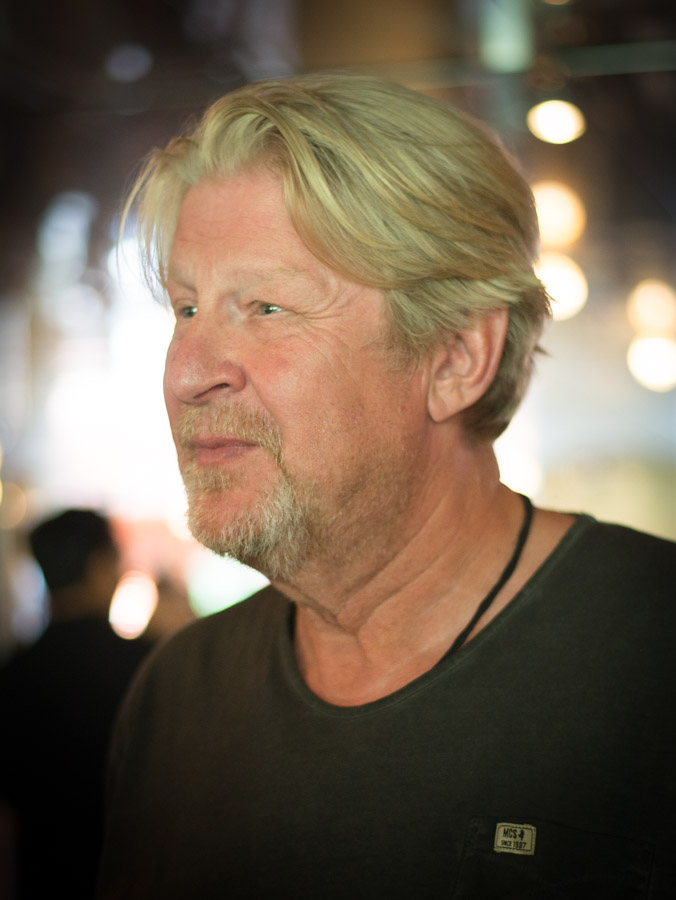
Rolf Lassgård în 2015

Romanul a fost adaptat ca En man som heter Ove, un film suedez lansat la 25 decembrie 2015, scris și regizat de Hannes Holm⁠(d) și cu Rolf Lassgård în rolul lui Ove.
Filmul a fost nominalizat la șase premii, câștigând două, la cea de-a 51-a ediție a Premiilor Guldbagge în 2016.
A fost nominalizat la categoria cel mai bun film străin și cel mai bun machiaj la cea de-a 89-a ediție a Premiilor Oscar.
A fost anunțată și o adaptare cinematografică în limba engleză, cu Tom Hanks ca actor și producător.

### Teatru
În ianuarie 2015, o versiune pentru teatru a cărții, cu Johan Rheborg⁠(d) în rolul principal (Ove), a avut premiera la Stockholm.

### Carte audio
În iulie 2014, Dreamscape Media a lansat o versiune audiobook a acestei cărți, citită în limba engleză de actorul american George Newbern.